# C2orf15
C2orf15 (англ. Chromosome 2 open reading frame 15) – білок, який кодується однойменним геном, розташованим у людей на 2-й хромосомі. Довжина поліпептидного ланцюга білка становить 125 амінокислот, а молекулярна маса — 13 691.
| 10         |  | 20         |  | 30         |  | 40         |  | 50         |
| ---------- |  | ---------- |  | ---------- |  | ---------- |  | ---------- |
| MSSTLGKLSN |  | QVEETLPLLK |  | KVPANYFHIC |  | SAILMGFSLS |  | KSATQVSAIH |
| MDSKVDDHLI |  | RGTEKSRLEP |  | ATQLFQNTKK |  | IRLEDTNQEN |  | FTRIEGTGTG |
| SLSGKALGSV |  | VYVKESDGLE |  | MTDVE      |  |            |  |            |

A: Аланін

C: Цистеїн

D: Аспарагінова кислота

E: Глутамінова кислота

F: Фенілаланін

G: Гліцин

H: Гістидин

I: Ізолейцин

K: Лізин

L: Лейцин

M: Метіонін

N: Аспарагін

P: Пролін

Q: Глутамін

R: Аргінін

S: Серин

T: Треонін

V: Валін